# فرن پارک (فلوریدا)
فرن پارک (به انگلیسی: Fern Park) یک منطقهٔ مسکونی در ایالات متحده آمریکا است که در شهرستان سمینول، فلوریدا واقع شده‌است. فرن پارک ۶ کیلومتر مربع مساحت و ۸٬۳۱۸ نفر جمعیت دارد و ۲۹ متر بالاتر از سطح دریا قرار دارد.